# MG ZS

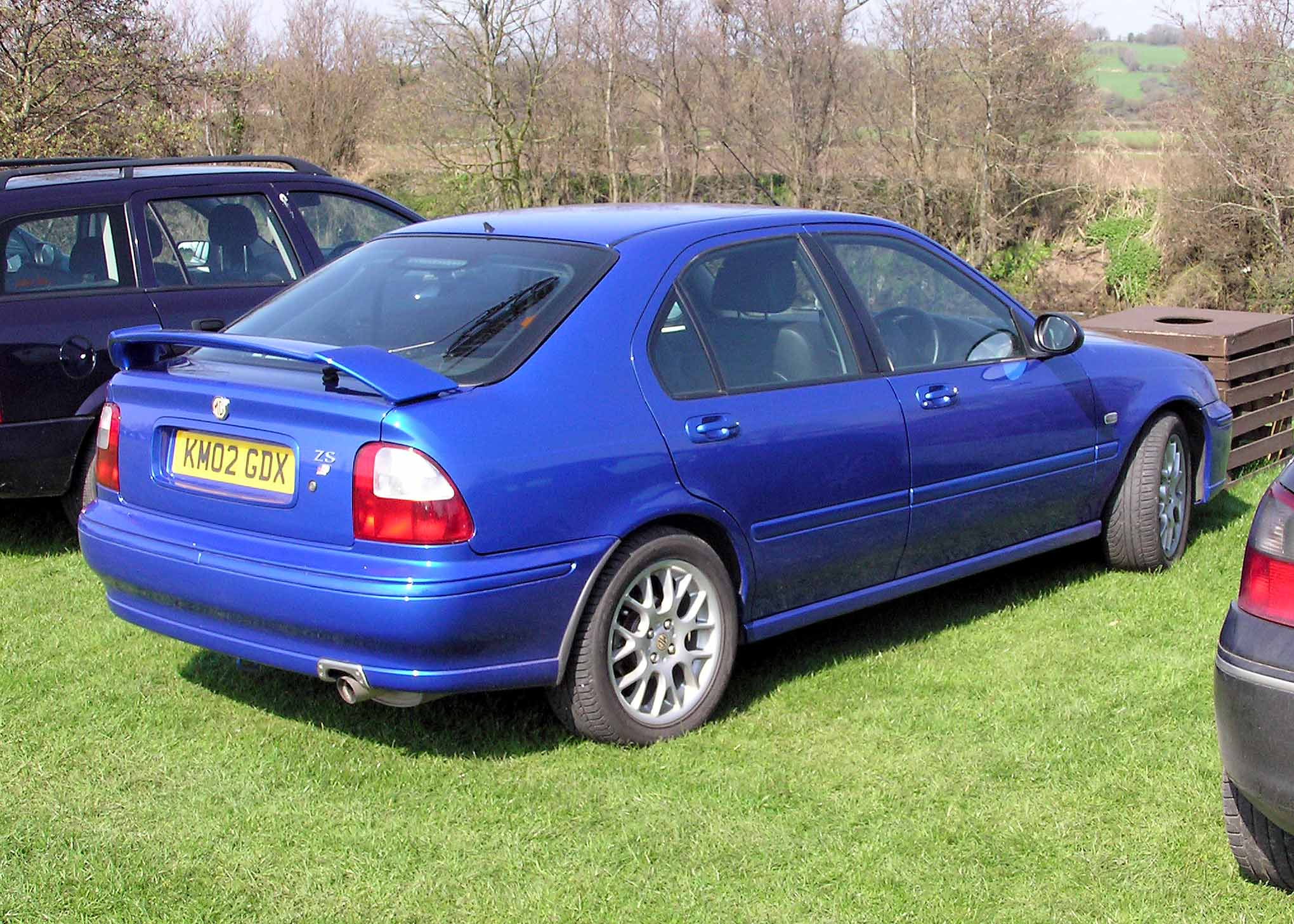
MG ZS 120 hatchback (2002)

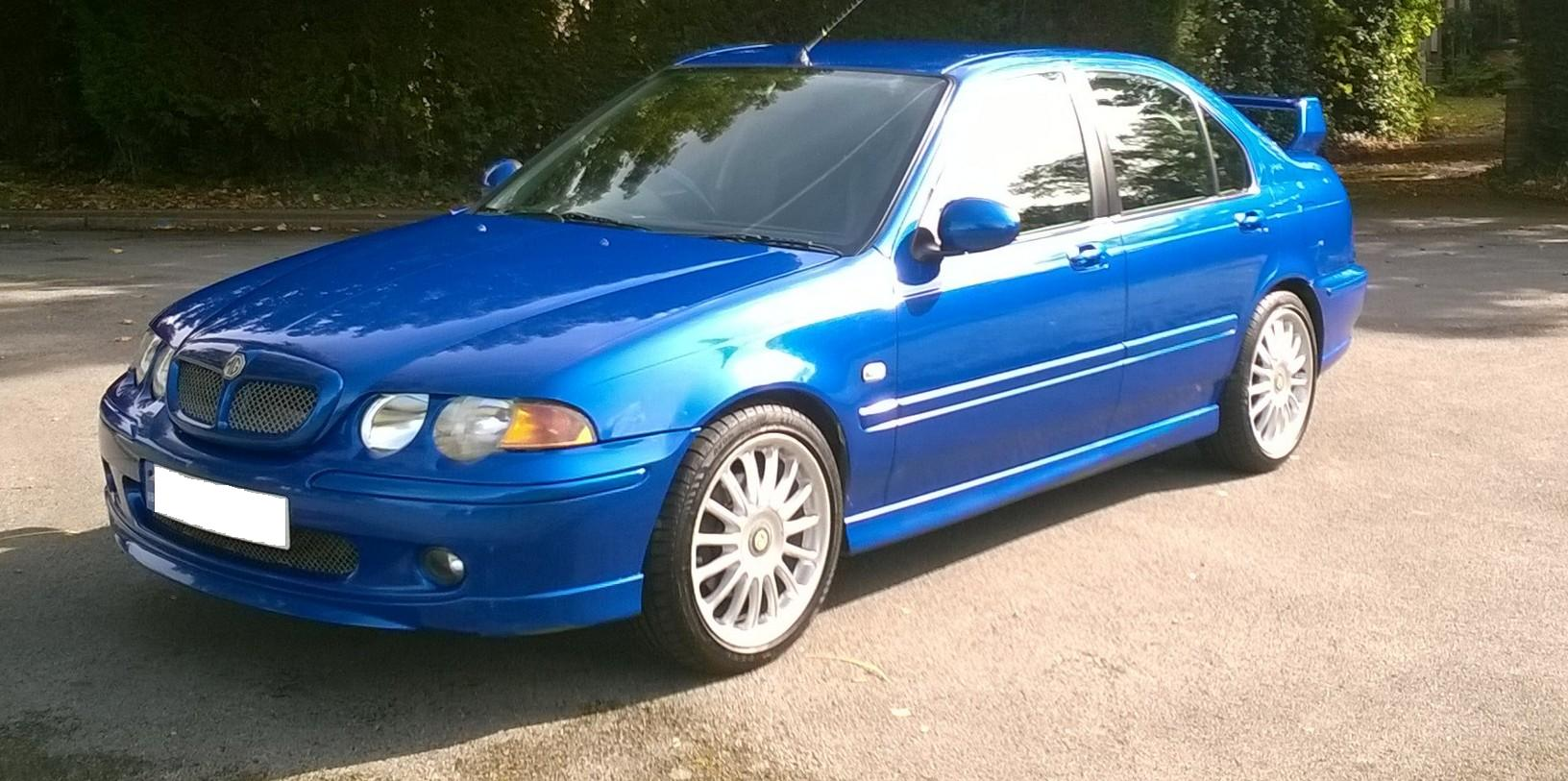
MG ZS 180 sedan (2003)

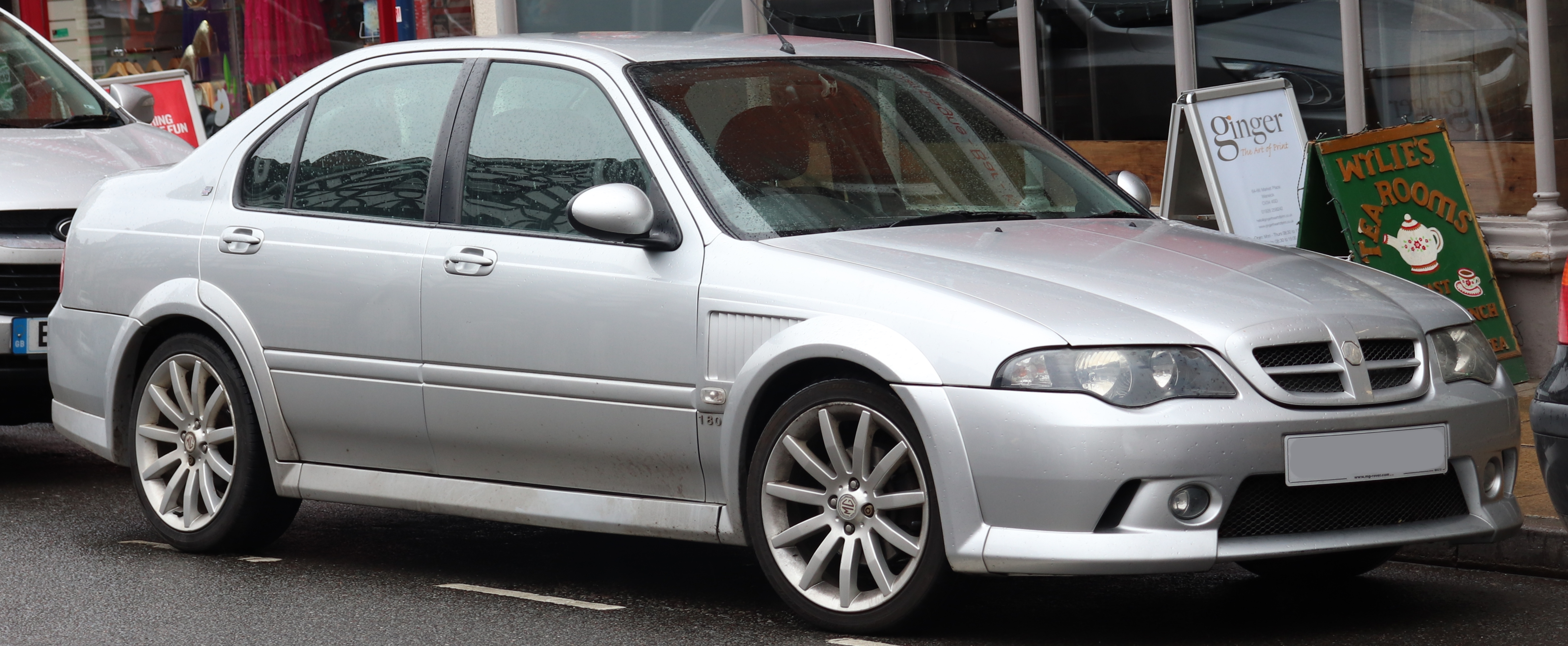
MG ZS 180 sedan po faceliftu (2004)

MG ZS je sportovní rodinné vozidlo, které bylo vyráběno automobilkou MG Rover od roku 2001 do roku 2005. ZS je v podstatě sportovní verze vozu Rover 45, vyráběného od roku 1999. Model 45 byl pro změnu faceliftem předchozího modelu Rover 400, který byl v roce 1995 uveden jako hatchback a v roce 1996 jako sedan. Starší verze modelu 400 (Rover 400 Mk 1) se výrazně lišila od modelu Mk 2 a model Rover 45 neměl již žádné součásti založené na řadě 400 Mk 1.

## Vývoj
Model byl vytvořen za velmi krátkou dobu z modelu Rover 45 poté, co BMW rozprodal v dubnu 2000 Rover Group. Vývoj modelu byl podstatně zrychlen tím, že Rover již předtím vytvořil prototypy řady 400 s použitím motorů V6 a sportovního podvozku. MG Rover prakticky vyvinul sportovní verze všech tří v té době prodávaných modelových řad Rover (řady 25, 45 a 75) a představil je pod značkou MG.
Výchozí model Rover 45 neměl reputaci příliš sportovního automobilu, ale ve skutečnosti byl nejvhodnějším modelem pro transformaci na sportovní verzi ze všech, protože jeho dědictví ze spolupráce s Hondou mu poskytovalo nejlepší vyhlídky na dobrou ovladatelnost díky rovnoběžníkové přední nápravě a plně nezávislé víceprvkové zadní nápravě.
Rover 45 byl optimalizován spíše pro pohodlí než pro ovladatelnost, nicméně při přepracování na MG ZS tomu bylo naopak. Model MG ZS 180 s motorem V6 o objemu 2,5 litru, který nabídl výkon 177 koní (130 kW) a zrychlení z 0 na 100 km/h za 7,3 sekundy, byl v tisku příznivě hodnocen. Zvláště byla ceněna přesnost řízení, ovladatelnost a nastavení podvozku. Na rozdíl od většiny konkurence bylo ZS 180 osazeno atmosférickým motorem V6 a to v době kdy většina jeho konkurentů používala turbodmychadla. To mělo za následek i zvukový dojem sportovního vozu což se pozitivně odráželo v celkovém dojmu z jízdy a model MG ZS 180 se stal velmi žádaným.

## Varianty a modernizace

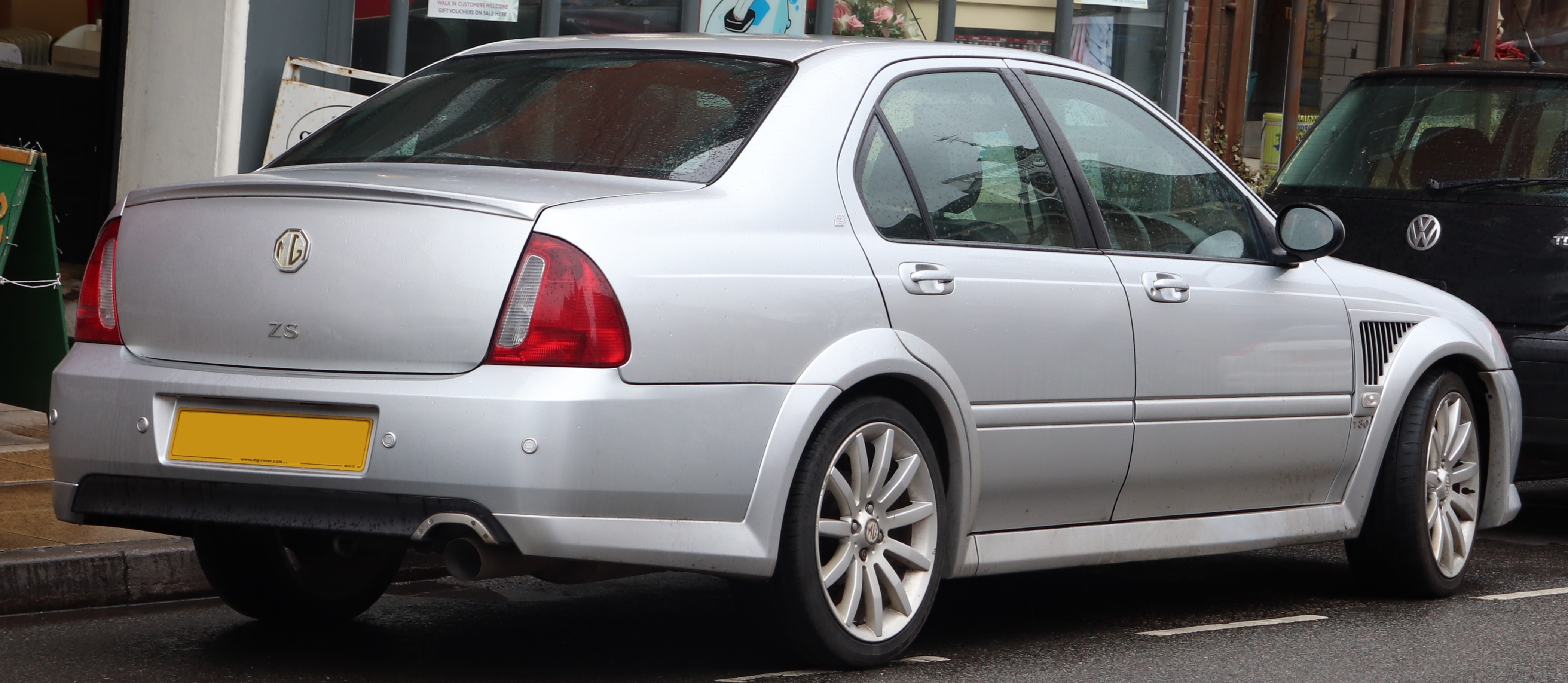
MG ZS 180 sedan po faceliftu zezadu (2004)

Nástupce vozů Rover 45 a MG ZS, známý jako projekt RD/X60, byl ve vývoji od počátku roku 2000. Měl být založen na zkráceném podvozku Roveru 75 a měl být vyráběn ve variantách sedan, hatchback a combi (označovaných jako tourer). Vývoj podvozku byl veden firmou TWR, která se zabývala vývojem závodních speciálů a také účastí v motoristických soutěžích. Vývoj byl však náhle přerušen, když TWR přešla do nucené správy. Nedokončení projektu RD/X60 a tím i citelné zdržení v uvedení nové řady vozů znamenalo, že bylo nutné model ZS faceliftovat a jeho výroba tak pokračovala až do zániku MG Rover v roce 2005.
MG ZS prodělal modernizaci vzhledu v prvních měsících roku 2004 a to v souladu se zbytkem modelů MG Rover. Zastaralý design z dob, kdy se stal z modelu 400 model 45 se v podstatě vytratil. Poprvé se Rover 45 a MG ZS zcela oddělily a staly se výrazně odlišnými vozy. Všechny modely ZS mohli být na objednávku vybaveny také bodykitem odvozeným od supersportovního modelu MG XPower SV a další doplňkovou výbavou, nicméně bylo nutno vše objednat a zaplatit již při výrobě daného kusu. Modely ZS 120+ a nejvyšší řada ZS 180 dostali od roku 2004 nový interiér s novými sedadly, novým designem palubní desky a řízením klimatizace.
MG ZS se přestala vyrábět v dubnu 2005 při krachu MG Rover Group a práva na výrobu automobilu brzy převzala Honda, která vlastnila práva k původnímu designu od roku 1995.
Čínská automobilka Nanjing Automobile koupila v červenci 2005 zbývající majetek společnosti MG Rover zatímco jiná čínská společnost, SAIC Motor již nedlouho předtím zakoupila od MG Roveru práva na duševní vlastnictví některých technologií a výrobu, takže čínská vláda sloučila obě společnosti dohromady, což vedlo k znovuzrození MG jako společnosti MG Motor UK Ltd. Poté byl v Číně navržen nový model automobilu, který byl v roce 2009 představen jako MG6. Prodeje začaly v roce 2011 a výroba probíhala tak, že části vozy byly vyrobeny v Číně a poté převezeny do Velké Británie a společností MG Motor UK sestaveny ve staré továrně MG Rover v Longbridge.

## Motorizace
V modelových řadách MG ZS byly použity tyto pohonné jednotky:
| Model                                | Typ motoru     | Výkon                      | Točivý moment     | 0–100 km/h | Nejvyšší rychlost |
| ------------------------------------ | -------------- | -------------------------- | ----------------- | ---------- | ----------------- |
| ZS105 (jen Irsko a Portugalsko)      | 1.4 L K-Series | 102 hp (76 kW) / 6000 rpm  | 138 Nm / 4500 rpm | 10,1 s     | 177 km/h          |
| ZS110                                | 1.6 L K-Series | 107 hp (80 kW) / 6000 rpm  | 138 Nm / 4500 rpm | 9,8 s      | 192 km/h          |
| ZS120                                | 1.8 L K-Series | 115 hp (86 kW) / 5500 rpm  | 160 Nm / 2750 rpm | 9,0 s      | 196 km/h          |
| ZS120 Automat                        | 1.8 L K-Series | 115 hp (86 kW) / 5500 rpm  | 160 Nm / 2750 rpm | 9,9 s      | 185 km/h          |
| ZS180                                | 2.5 L KV6      | 177 hp (130 kW) / 6500 rpm | 240 Nm / 4500 rpm | 7,3 s      | 245 km/h          |
| ZS TD (ukončení výroby po faceliftu) | 2.0 L L-Series | 99 hp (74 kW) / 4200 rpm   | 240 Nm / 2000 rpm | 10,3 s     | 187 km/h          |
| ZS TD 115                            | 2.0 L L-Series | 111 hp (83 kW) / 4200 rpm  | 260 Nm / 2000 rpm | 9,5 s      | 193 km/h          |

## ZS 180

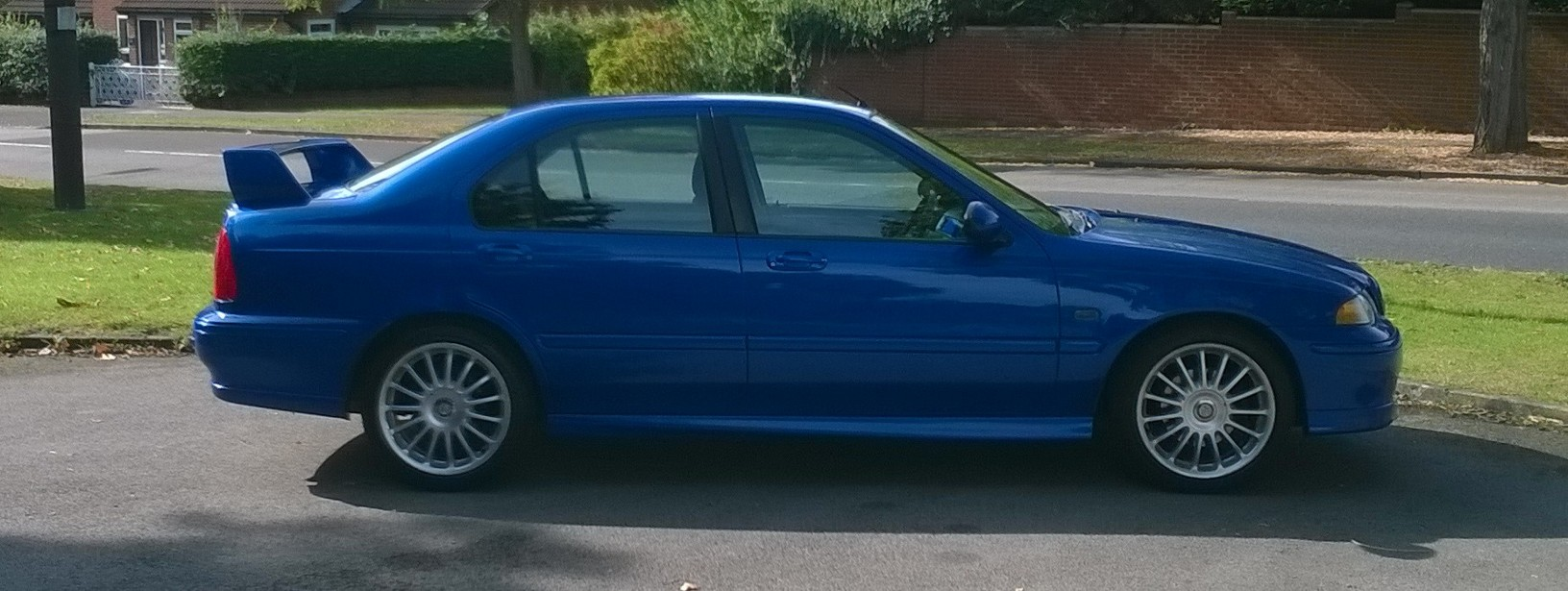
MG ZS 180 v barvě Trophy blue

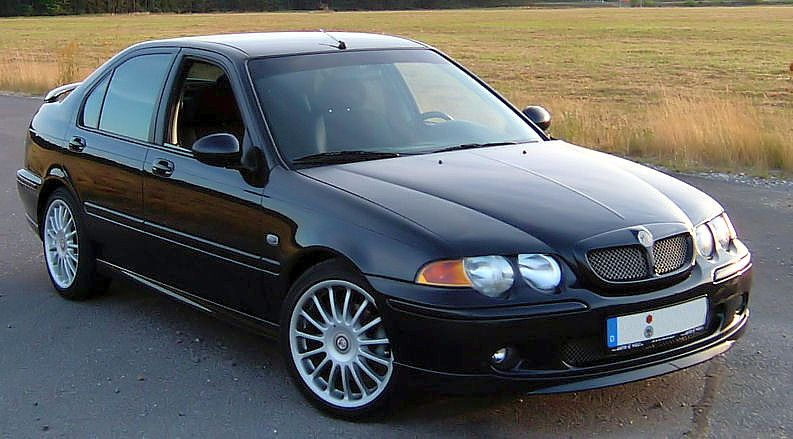
MG ZS 180 ve standardní výbavě

MG ZS 180 byl vlajkovou lodí řady ZS. Byl k dispozici jako pětidveřový hatchback nebo čtyřdveřový sedan. Model 180 zahrnoval řadu změn nad rámec standardních modelů ZS. Stejně jako všechny modely ZS+ byl i ZS 180 vybaven lehkým motorem z řady K-series a to 2,5 litrovým šestiválcem Rover KV6 se čtyřmi vačkovými hřídeli a čtyřmi ventily na válec.
Byly posíleny přední i zadní brzdy, přičemž u předních se zvětšil brzdový kotouč na 282 mm (z původních 262 mm) a u zadních na 260 mm (původně 240 mm) a dále byl vůz vybaven ABS a EBD, byl snížen podvozek a vylepšeny pružiny i tlumiče, zesílena pouzdra předního horního závěsu a zadních vlečných ramen a také byl vůz vybaven 17" sportovními koly z lehké slitiny s pneumatikami o rozměrech 205/45 R17.

Exteriér modelu ZS 180 byl vybaven velkým předním nárazníkem se spoilerem a vestavěnými mlhovými světly a také plastovými bočními prahy. Velký zadní spoiler mohl dle přání být nahrazen původním, standardní velikosti což mohlo snížit náklady.

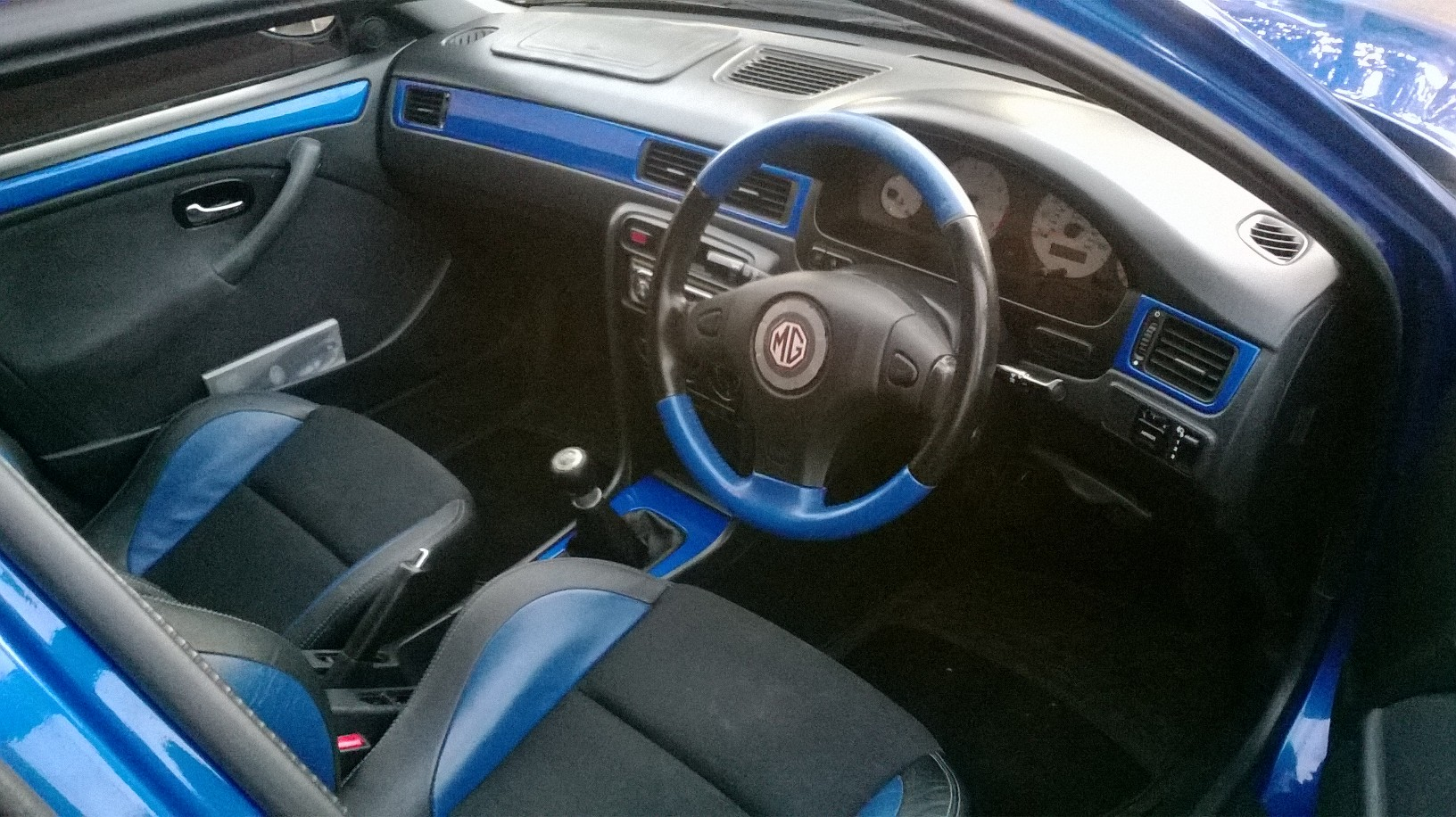
Interiér MG ZS 180 s doplňkovou výbavou v barvě Trophy blue

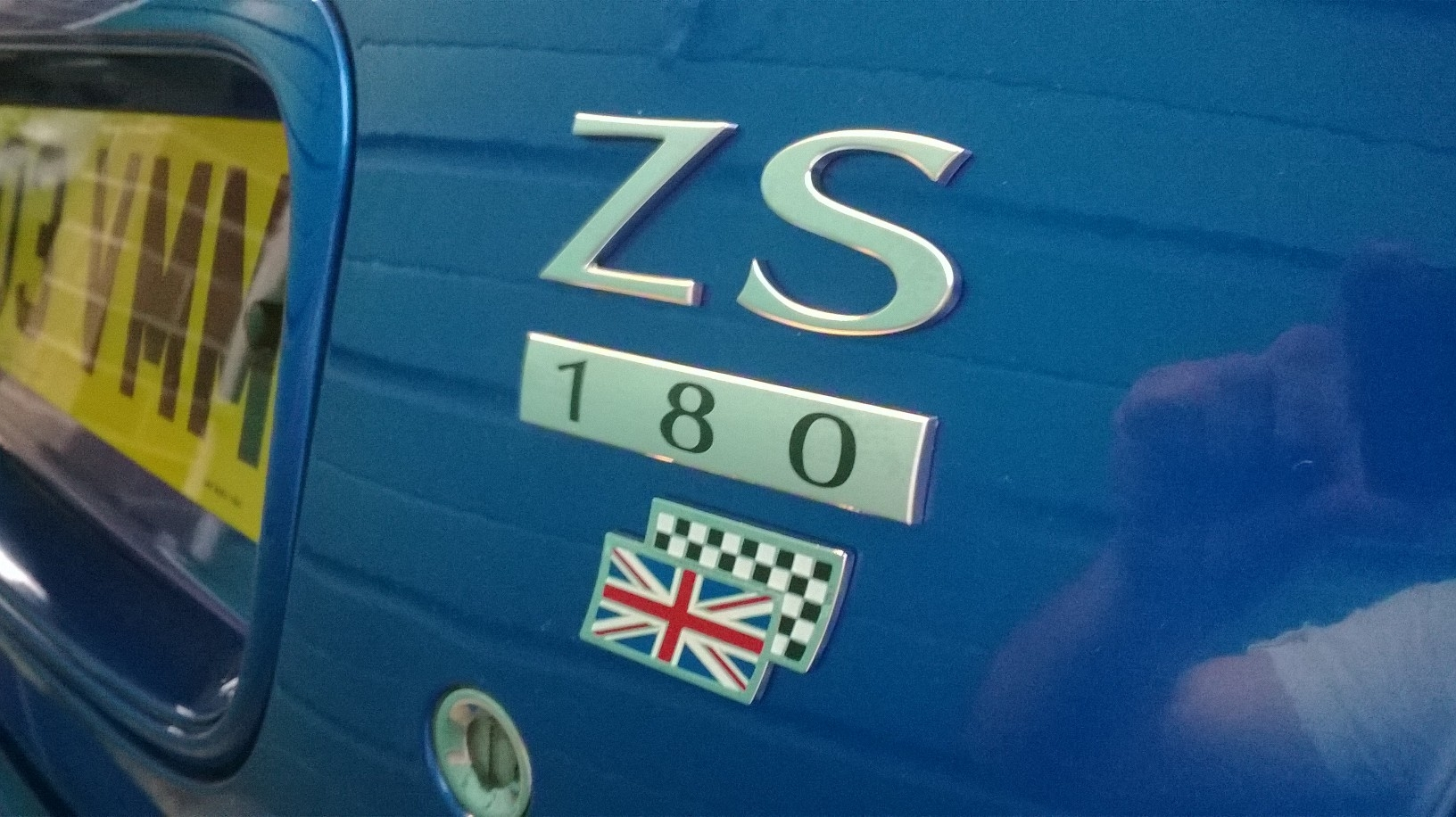
Modelový znak MG ZS 180 na zadní části kapoty

Šestiválcový motor Rover KV6 o objemu 2.5 litru (2497 cc) dosahuje výkonu 177 koní (130kW) při 6500rpm a točivého momentu 240Nm při 4500 rpm. Vůz s ním dosahuje zrychlení z 0 na 100 km/h za 7,3 s, nejvyšší rychlosti 245 km/h a průměrné spotřeby 9 l/100 km.

## Závodní verze

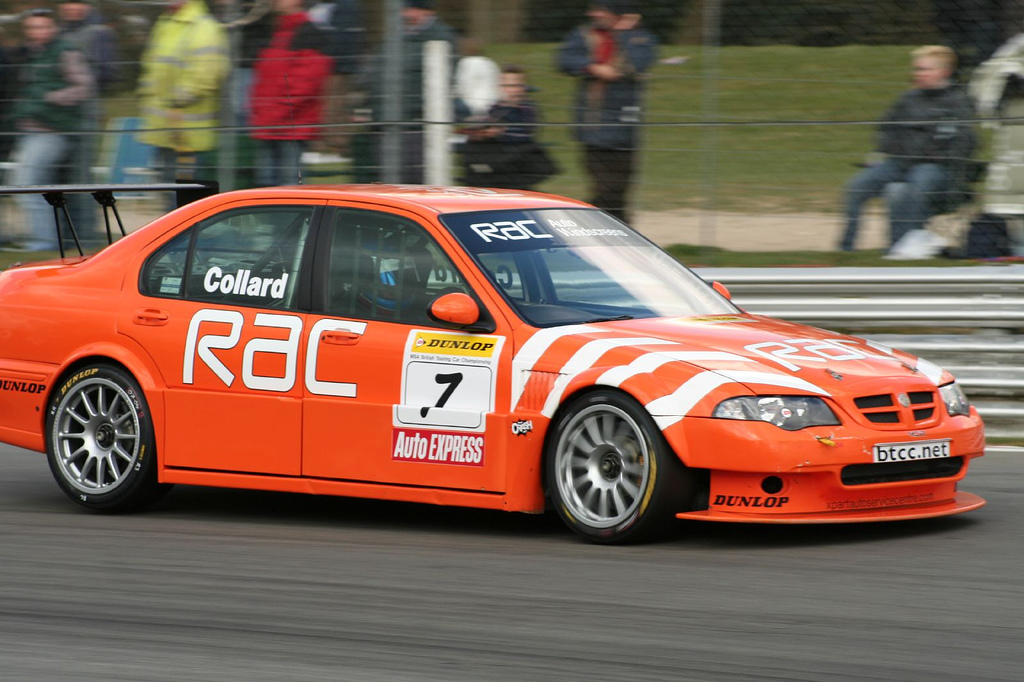
Závodní MG ZS (BTC-T MG ZS EX259) Roba Collarda z roku 2006

V letech 2001 až 2008 závodil MG ZS v britském šampionátu cestovních vozů (BTCC). Tým West Surrey Racing (WSR) se už několik let zabýval stavbou závodního speciálu a zpočátku používal jako motor dvoulitrovou verzi Rover KV6. Později však přešel na čtyřválcový dvoulitr odvozený od řady Rover K-series (přičemž největší motor této řady byl 1,8 l).
Vozy s motorem V6, které tým WSR později prodal se objevily v rukou jiných jezdců a v průběhu roku 2002 s nimi závodil "juniorský tým" nazvaný Atomic Kitten. První tři sezóny závodily vozy MG ZS pod oficiálním týmem MG a další sezóny pod různými sponzory.
Dosavadní řidiči MG BTCC byly:
| Rok                    | Tým                                       | Řidiči                                        |
| ---------------------- | ----------------------------------------- | --------------------------------------------- |
| 2001 (jen část sezóny) | MG Sport and Racing (WSR)                 | Anthony Reid (2), Warren Hughes (20)          |
| 2002                   | MG Sport and Racing (WSR)                 | Anthony Reid, Warren Hughes                   |
| 2002                   | Team Atomic Kitten (juniorský tým)        | Colin Turkington, Gareth Howell               |
| 2003                   | MG Sport and Racing (WSR)                 | Anthony Reid, Warren Hughes, Colin Turkington |
| 2004                   | West Surrey Racing                        | Anthony Reid, Colin Turkington                |
| 2004                   | Kartworld Racing                          | Jason Hughes                                  |
| 2005                   | West Surrey Racing                        | Rob Collard                                   |
| 2005 (jen část sezóny) | Kartworld Racing                          | Jason Hughes                                  |
| 2006                   | Tým RAC (WSR)                             | Rob Collard, Colin Turkington                 |
| 2006                   | Kartworld Racing                          | Jason Hughes                                  |
| 2007                   | Kartworld Racing                          | Jason Hughes, Fiona Leggate                   |
| 2008                   | KW Racing (přejmenovaný Kartworld Racing) | Jason Hughes                                  |

## Co o modelu napsal tisk
"Řídím ZS180 s VW Golfem 5 v zádech, který je pravděpodobně nejsportovnějším autem ze všech z modelové řady, a musím uznat, že tenhle Rover (výrobce MG ZS) těžce šlape na paty celému Volkswagenu. Řízení, podvozek i motor poráží němce na celé čáře na všech britských silnicích (i těch horších)."
"Ze všech vozů, které inženýři Roveru přestavěli je tento nejpozoruhodnějším, jelikož z původně poněkud nudného Rover 45 přešel do oheň dštícího super sedanu"
"Když mladí kluci začnou toužit po něčem co je v podstatě nový a upravený Rover 45, pak se musí jednat očividně o něco zvláštního. Není přehnané tvrdit, že MG ZS 180 bylo největším překvapením nové řady vozů, jejichž výroba byla zahájena v létě 2001."
"Na první pohled se může zdát, že je to jednoduchý příklad typického inženýrství, ale přechod od stárnoucího Rover 45 k vzrušujícímu MG ZS je mnohem víc než jen výměna kovových součástek. Mezi drátěným roštem se znakem MG vpředu a spoilerem na zadku leží to nejkvalitnější inženýrství z Longbridge."